# Nutirwik Creek
Der Nutirwik Creek ist ein 20,3 Kilometer langer linker Nebenfluss des Dietrich River im zentralen Norden des US-Bundesstaats Alaska. 

## Flusslauf
Der Nutirwik Creek entspringt im Südwesten der Philip Smith Mountains, ein Teilgebirge der Brookskette. Das Quellgebiet befindet sich knapp 9 km nordöstlich des Snowden Mountain auf einer Höhe von etwa 1600 m. Der Nutirwik Creek fließt anfangs knapp 4 km nach Westen, bevor er sich auf den folgenden 10 Kilometern nach Norden wendet. Im Unterlauf fließt der Nutirwik Creek in Richtung Westsüdwest. Der Dalton Highway überquert den Nutirwik Creek oberhalb der Mündung. Oberhalb der Straßenbrücke ist der Nutirwik Creek auf beiden Uferseiten eingedeicht.

## Namensgebung
Der Flussname wurde 1939 von dem US-amerikanischen Umweltaktivisten Robert Marshall (1901–1939) nach dessen Eskimo-Jagdgefährten Nutirwik (oder Harry Snowden) benannt.

## Einzugsgebiet
Der Nutirwik Creek entwässert ein 75,6 km² großes Areal im Süden der Brookskette. Das Einzugsgebiet grenzt im Osten an das des Teedriinjik River (ehemals North Fork Chandalar River), im Süden an das des Mathews River, rechter Nebenfluss des Bettles River, sowie im Westen an das des ober- und unterstrom gelegenen Dietrich River.

## Hydrologie
An der Mündung des Nutirwik Creek wurde in den Jahren 1988 bis 1992 der jeweilige höchste Jahresabfluss gemessen.
| Jahr | Datum           | Abfluss (m³/s) |
| ---- | --------------- | -------------- |
| 1988 | Mai 1988        | 13,9           |
| 1989 | 13. August 1989 | 68,0           |
| 1990 | 14. Juni 1990   | 27,2           |
| 1991 | 31. Mai 1991    | 32,0           |
| 1992 | 26. August 1992 | 18,1           |